# 桔梗蚜
桔梗蚜（学名：Aulacorthum (Neomyzus）为常蚜科新瘤蚜屬下的一个种。